# مرحلة خروج المغلوب في دوري أبطال أوروبا 2007–08
بدأت مرحلة خروج المغلوب لدوري أبطال أوروبا 2007–08 في 19 فبراير 2008 ، واختتم في 21 مايو 2008 بالنهائي على ملعب لوجنيكي ، موسكو. تضمنت مرحلة خروج المغلوب 16 فريقًا احتلوا المركزين الأول والثاني في كل مجموعة في مرحلة المجموعات.
الأوقات هي توقيت وسط أوروبا/توقيت وسط أوروبا الصيفي, كما هو مذكور من قبل الاتحاد الأوروبي لكرة القدم (الأوقات المحلية بين قوسين).